# Hubertus (kabát)
Hubertus, lidově také huberťák, je lovecký kabát, který nosí zejména myslivci. Má být voděodolný a tak dlouhý, aby zakrýval kolena. Vyrábí se z vlněné látky, zpravidla v barvě khaki nebo podobné, někdy jako komplet s posedovým vakem.